# Bornheim, Südliche Weinstrasse
Bornheim är en kommun och ort i Landkreis Südliche Weinstraße i förbundslandet Rheinland-Pfalz i Tyskland.
Kommunen ingår i kommunalförbundet Verbandsgemeinde Offenbach an der Queich tillsammans med ytterligare tre kommuner.